# Ayumi Ishida (chanteuse)
Pour l’article homonyme, voir Ayumi Ishida (actrice).
Ayumi Ishida (石田亜佑美, Ishida Ayumi, née le 7 janvier 1997 au Japon) est une chanteuse, danseuse, actrice et mannequin japonaise du Hello! Project, membre des Morning Musume.

## Biographie
Elle se présente en 2011 à l'audition destinée à choisir de nouvelles chanteuses pour faire partie du groupe phare du H!P Morning Musume, après avoir accompagné en tant que danseuse le groupe Dorothy Little Happy du label concurrent avex trax.
Le 29 septembre 2011, lors de l'avant dernier concert de la tournée de Morning Musume, elle est officiellement présentée au public comme nouvelle membre du groupe, à 14 ans, aux côtés de deux autres participantes à l'audition, Masaki Satō et Haruna Iikubo, et de l'ex-Hello Pro Egg Haruka Kudō, formant donc avec elles la "dixième génération" du groupe. 

## Groupes
Au sein du Hello! Project
- Morning Musume (2011-)
- Harvest (2012)
- Plumeria, renommé HI-FIN (2013)

## Discographie

### Avec Morning Musume
Singles
- 25 janvier 2012 : Pyoco Pyoco Ultra
- 11 avril 2012 : Renai Hunter
- 4 juillet 2012 : One, Two, Three / The Matenrō Show
- 10 octobre 2012 : Wakuteka Take a chance
- 23 janvier 2013 : Help me !!
- 17 avril 2013 : Brainstorming / Kimi Sae Ireba Nani mo Iranai
- 28 août 2013 : Wagamama Ki no Mama Ai no Joke / Ai no Gundan
- 29 janvier 2014 : Egao no Kimi wa Taiyou sa / Kimi no Kawari wa Iyashinai / What is Love?
- 16 avril 2014 : Toki o Koe Sora o Koe / Password is 0
- 15 octobre 2014 : Tiki Bun / Shabadabadō / Mikaeri Bijin
- 15 avril 2015 : Seishun Kozō ga Naiteiru / Yūgure wa Ameagari / Ima Koko Kara
- 19 août 2015 : Oh My Wish! / Sukatto My Heart / Ima Sugu Tobikomu Yūki
- 29 décembre 2015 : Tsumetai Kaze to Kataomoi / Endless Sky / One and Only
- 11 mai 2016 : Tokyo to Iu Kataomoi / The Vision / Utakata Saturday Night
- 23 novembre 2016 : Sexy Cat no Enzetsu / Mukidashi de Mukiatte / Sō ja nai
- 8 mars 2017 : Brand New Morning / Jealousy Jealousy
- 4 octobre 2017 : Jama Shinaide Here We Go! / Dokyū no Go Sign / Wakaindashi!
- 13 juin 2018 : Are you happy / A gonna
- 24 octobre 2018 : Furari Ginza / Jiyuu na Kuni Dakara / Y Jiro no Tochuu
- 12 juin 2019 : Jinsei Blues / Seishun Night
- 22 janvier 2020 : KOKORO&KARADA / LOVEpedia / Ningen Kankei No way way
- 16 décembre 2020 : Junjou Evidence / Gyuu Saretai Dake na no ni
- 8 décembre 2021 : Teenage Solution / Yoshi Yoshi Shite Hoshii no / Beat no Wakusei
- 8 juin 2022 : Chu Chu Chu Bokura no Mirai / Dai Jinsei Never Been Better! / I WISH
- 21 décembre 2022 : Swing Swing Paradise / Happy birthday to Me!
- 25 octobre 2023 : Suggoi FEVER! / Wake-up Call~Mezameru Toki~ / Neverending Shine
- 14 août 2024 : Nandaka Sentimental na Toki no Uta / SaiKIYOU

Digital Singles
- 3 novembre 2017 : Ai no Tane (20th Anniversary Ver.) (Morning Musume 20th)
- 30 novembre 2017 : Gosenfu no Tasuki
- 28 janvier 2018 : Hana ga Saku Taiyou Abite

Albums
- 12 septembre 2012 : 13 Colorful Character
- 29 octobre 2014 : 14 Shō ~The Message~
- 6 décembre 2017 : 15 Thank You, Too
- 31 mars 2021 : 16th ~That's J-POP~
- 27 novembre 2024 : 'Professionals-17th

Compilation
- 25 septembre 2013 : The Best! ~Updated Morning Musume。~
- 20 février 2019 : Best! Morning Musume 20th Anniversary

Mini-album
- 15 juillet 2015 : Engeki Joshi-bu Musical "Triangle" Original Soundtrack
- 27 février 2018 : Hatachi no Morning Musume (Morning Musume 20th)

### Autres participations
- 7 novembre 2012 : Cabbage Hakusho / Forest Time (キャベツ白書 / フォレストタイム) (avec Peaberry / Harvest)
- 7 août 2013 : Lady Mermaid / Eiya-sa! Brother / Kaigan Shisou Danshi (avec Dia Lady, HI-FIN, Mellowquad)

## Filmographie
Dramas
- 2012 : Suugaku♥Joushi Gakuen (数学♥女子学園)

Internet
- 2011 : Michishige Sayumi no "Mobekimasutte Nani??" (道重さゆみの『モベキマスってなに？？』)

## Divers
Programmes TV
- 2011–2012 : HELLOPRO! TIME (ハロプロ！ＴＩＭＥ)
- 2012- : Hello! SATOYAMA Life (ハロー！ＳＡＴＯＹＡＭＡライフ)

DVD
- 18 août 2012 : Greeting ~Ishida Ayumi~ (Greeting ～石田亜佑美～)
- 14 août 2013 : AYUMI in GUAM
- 10 juillet 2014 : souka

Comédies musicales et théâtres
- 2012 : Stacy's Shoujo Saisatsu Kageki (ステーシーズ 少女再殺歌劇)
- 12-23 juin 2013 : Gogaku Yuu (avec (Mizuki Fukumura, Riho Sayashi, Haruna Iikubo, Haruka Kudō)

Radio
- 2012– : Morning Musume no Morning Jogakuin ~Houkago Meeting~ (モーニング娘。のモーニング女学院～放課後ミーティング～)

Photobooks
- 10 septembre 2012 : Morning Musume｡ 9・10ki 1st official Photo Book (モーニング娘。9・10期 1st official Photo Book) (avec Mizuki Fukumura, Erina Ikuta, Riho Sayashi, Kanon Suzuki, Haruna Iikubo, Masaki Satō, Haruka Kudō)
- 16 janvier 2013 : Alo Hello! 10-ki Shashinshuu 2012 (avec Haruna Iikubo, Masaki Satō, Haruka Kudō)
- ?? juillet 2013 : Ishida Ayumi
- 1er décembre 2013 : Tenki Gumi BOOK  (avec Haruna Iikubo, Masaki Satō, Haruka Kudō)
- 10 mai 2014 : Shine More

## Liens
- (ja) Profil officiel avec Morning Musume